# سفاطاوات
السفاطاوات (الاسم العلمي: Callimorphina)، عُمَيِّرَة حشرات عثية من حرشفيات الأجنحة وفصيلة الأربوسية. وصفت من قبل فرانسيس ووكر عام 1865.